# Martin Droschke
Martin Droschke (* 1972 in Augsburg) ist ein deutscher Journalist, Autor, Künstler und Werbetexter.

## Leben und Werk
Martin Droschke wuchs in Neusäß bei Augsburg auf. 1991 gründete er mit Gerald Fiebig die Literaturzeitschrift Zeitriss, die er bis zu seinem Umzug nach Nürnberg mit herausgab. 1995 folgte das mit Martin Langanke gegründete Literaturmagazin Laufschrift, das damals noch unbekannten Autoren wie Aglaya Veteranyi, Jan Wagner und Tom Schulz ein erstes publizistisches Forum bot. Für seine eigenen literarischen Arbeiten wurde er 1996 mit dem Literaturpreis der Nürnberger Kulturläden ausgezeichnet, im selben Jahr war Martin Droschke Gastpoet der Universität Augsburg. Nach dem Abbruch des Studiums der Psychologie, Pädagogik und Geschichte in Erlangen arbeitete er als freier Journalist und Literaturkritiker u. a. für den Tagesspiegel, die taz, die Nürnberger Nachrichten und die Süddeutsche Zeitung. 2010 gab er die journalistische Tätigkeit auf, um sich auf das Texten von Werbung zu konzentrieren.
Seit 2015 hat Martin Droschke mit Elmar Tannert und Norbert Krines eine Reihe von Sachbüchern verfasst, die sich mit den Bierkulturen der Regionen Böhmen und Franken beschäftigen. Es folgte als erstes Soloprojekt ein Buch, das anhand von 71 Beispielen der fränkischen Tradition auf den Grund geht, für den Nachbarort einen bösen Spitznamen zu entwickeln (z. B. Zwiebeltreter für Bamberg und Mauerscheißer für Forchheim). Für die Ausstellungs-Version, die u. a. im  Museum Tucherschloss in Nürnberg und im Pfalzmuseum in Forchheim gezeigt wurde, übersetzte die in Ansbach lebende Künstlerin Kerstin Himmler die Ortsschimpfnamen in Collagen.
Mit Oliver Heß betreibt Martin Droschke zudem das Kunstlabel Verwertungsgesellschaft, das u. a. literarische Klassiker als Buchstabennudel-Edition der Weltliteratur herausgibt. Martin Droschke lebt seit 2000 in Coburg in Oberfranken.

## Bücher
- mit Elmar Tannert: Bierland Pilsen. ars vivendi Verlag, Cadolzburg 2015, ISBN 978-3-86913-477-2.
- mit Norbert Krines: Craft Beer-Führer Franken. ars vivendi Verlag, Cadolzburg 2016, ISBN 978-3-86913-638-7.
- mit Norbert Krines: 111 fränkische Biere, die man getrunken haben muss. Emons Verlag, Köln 2016, ISBN 978-3-95451-922-4.
- mit Rainer J. Christoph: Die Goldene Straße. In 11 ½ Etappen von Nürnberg nach Prag. ars vivendi Verlag, Cadolzburg 2017, ISBN 978-3-86913-736-0.
- mit Norbert Krines: 111 deutsche Craft-Biere, die man getrunken haben muss. Emons Verlag, Köln 2018, ISBN 978-3-7408-0338-4.
- Von Hundefressern und Zwiebeltretern. Wie die Franken ihre Nachbarn nennen und warum. Emons Verlag, Köln 2019, ISBN 978-3-7408-0546-3.
- 111 fränkische Biergärten, die man kennen muss. Emons Verlag, Köln 2020, ISBN 978-3-7408-0851-8.
- 111 Biere aus Altbayern und Bayerisch-Schwaben, die man getrunken haben muss. Emons Verlag, Köln 2021, ISBN 978-3-7408-1069-6.
- Komm, lass uns wandern. Oberfranken. Emons Verlag, Köln 2022, ISBN 978-3-7408-1701-5.
- 111 Kirchen in Franken, die man gesehen haben muss. Emons Verlag, Köln 2022, ISBN 978-3-7408-1468-7.
- 111 Kirchen in der Oberpfalz, die man gesehen haben muss. Emons Verlag, Köln 2022, ISBN 978-3-7408-1629-2.
- Das Lächeln von ... Edition Blumen, Nürnberg 2023.[4]
- Komm lass uns Wandern. Weinfranken. Emons Verlag, Köln 2023, ISBN 978-3740814373.
- Franken 2024. Franken-Wissen für das ganze Jahr. Emons Verlag, Köln 2023, ISBN 978-3-7408-1797-8.
- mit Martin Bierobelix Seidl: 111 Biere aus Österreich, die man getrunken haben muss. Emons Verlag, Köln 2024. ISBN 978-3-7408-2114-2.
- 111 Biere aus Baden-Württemberg, die man getrunken haben muss. Emons Verlag, Köln 2025. ISBN 978-3-7408-2408-2.

## Ausstellungen/Aktionen solo und als Verwertungsgesellschaft
- Freundschaft ist eine nahrhafte Suppe. Zwei Buchstabennudel-Sortieraktionen im Rahmen der Europäischen Kulturhauptstadt Pilsen 2015
- Vorzüge des Analphabetismus. Ausstellung in der Bunsen Goetz Galerie, Nürnberg, 2016
- Ein Teil von Albrecht Dürer ist leider schnell verschwunden. Buchstabennudel-Sortieraktion, Kunstmesse RathausART, Nürnberg, 2017
- Es wird To(r)te geben. Buchstaben können Leben retten. Ausstellung im Museum für Kommunikation, Nürnberg, 2018
- Künstlernotgeld zum Arterhalt. Online-/Social-Media-Aktion und Ausstellung im KunstKulturQuartier, Nürnberg, 2021[5]
- Beyond Boundaries (Beteiligung), Schlosspark Erlangen und Tucherschloss Nürnberg, 2024[6]
- al dente. Pasta & Design (Beteiligung), HfG Archiv, Ulm, 2024